# Mester de cortesía
El mester de cortesía es un tipo de literatura medieval española. Nació en el seno de la Corte, en las chancillerías regias, y utilizó siempre la forma de la prosa para ámbitos legales y cortesanos, con la intención educativa de formar nobles y políticos que pudiesen prosperar en las difíciles condiciones de la revuelta Edad Media española; a esta intención responden las numerosas compilaciones de cuentos, las obras históricas y los diversos escritos de Don Juan Manuel y otros escritores en castellano y latín. Este habla acerca de la iglesia, la escolástica y caballeros medievales. La obra más famosa es el conde Lucanos escrita por Don Juan Manuel, el sobrino de Alfonso X